# 48458 Merian
48458 Merian este un asteroid din centura principală de asteroizi.

## Descriere
48458 Merian este un asteroid din centura principală de asteroizi. A fost descoperit pe 13 septembrie 1991 la Tautenburg de Freimut Börngen și Lutz Dieter Schmadel. Asteroidul prezintă o orbită caracterizată de o semiaxă mare de 3,12 ua, o excentricitate de 0,14 și o înclinație de 11,8° în raport cu ecliptica.